# Adams megye (Washington)
Adams megye az Amerikai Egyesült Államokban, azon belül Washington államban található. Megyeszékhelye Ritzville, legnagyobb városa Othello. Lakosainak száma 20 613 fő (2020. április 1.).

## Szomszédos megyék
- Lincoln megye (észak)
- Whitman megye (kelet)
- Franklin megye (dél)
- Grant megye (nyugat)

## Népesség
A megye népességének változása:
| Lakosok száma | 18 765 | 18 839 | 18 934 | 19 067 | 19 254 | 20 613 |
|               | 2010   | 2011   | 2012   | 2013   | 2015   | 2020   |